# Сікулень
Сікулень, Сікулені (рум. Siculeni) — комуна у повіті Харгіта в Румунії. До складу комуни входить єдине село Сікулень.
Комуна розташована на відстані 223 км на північ від Бухареста, 8 км на північний захід від М'єркуря-Чука, 87 км на північ від Брашова.

## Населення
За даними перепису населення 2002 року у комуні проживали 6906 осіб.
Національний склад населення комуни:
| Національність | Кількість осіб | Відсоток |
| -------------- | -------------- | -------- |
| угорці         | 6682           | 96,8%    |
| румуни         | 216            | 3,1%     |
| цигани         | 3              | < 0,1%   |
| турки          | 3              | < 0,1%   |
| чанго          | 2              | < 0,1%   |

Рідною мовою назвали:
| Мова      | Кількість осіб | Відсоток |
| --------- | -------------- | -------- |
| угорська  | 6684           | 96,8%    |
| румунська | 219            | 3,2%     |
| циганська | 2              | < 0,1%   |
| турецька  | 1              | < 0,1%   |

Склад населення комуни за віросповіданням:
| Релігія                                       | Кількість осіб | Відсоток |
| --------------------------------------------- | -------------- | -------- |
| римо-католики                                 | 6561           | 95,0%    |
| православні                                   | 200            | 2,9%     |
| реформати                                     | 83             | 1,2%     |
| адвентисти                                    | 13             | 0,2%     |
| унітарії                                      | 11             | 0,2%     |
| не релігійні                                  | 4              | 0,1%     |
| мусульмани                                    | 3              | < 0,1%   |
| лютерани                                      | 3              | < 0,1%   |
| лютерани (Аугсбурзького сповідання)           | 3              | < 0,1%   |
| греко-католики                                | 1              | < 0,1%   |
| лютерани (Синодально-пресвітеріанська церква) | 1              | < 0,1%   |

## Зовнішні посилання
- Дані про комуну Сікулень на сайті Ghidul Primăriilor